# Cremagliera

Funzionamento della cremagliera e del pignone nel sistema Strub

Una cremagliera (o dentiera) è un ingranaggio lineare, piano o ad asta, che assieme ad una ruota dentata viene utilizzato in meccanica per convertire il moto rotatorio in moto lineare continuo o viceversa. Il meccanismo ingranaggio-cremagliera viene chiamato anche rocchetto-dentiera.
Il termine deriva dal francese crémaillère, un termine che ha le sue origini nel greco antico "kremastér", "ciò che tiene sollevato".

## Caratteristiche
La cremagliera può anche essere definita come un accoppiamento di ruote dentate, nel quale una delle due ruote (la cremagliera appunto) possiede un raggio infinito. La cremagliera sarà solamente una sezione dell'arco di cerchio. La ruota di raggio definito può far traslare la barra dentata attraverso la rotazione. Vale anche il principio contrario, nel quale il movimento traslatorio della barra aziona una rotazione della ruota. Per mantenere un idoneo arco di ingranamento, i denti della cremagliera non hanno un profilo ad evolvente. 
La forma dei denti di una cremagliera, infatti, è quella di un trapezio. Per calcolare il numero di denti minimo della ruota si utilizza la seguente formula: 
Dove θ è l'angolo della retta di azione della forza.

## Utilizzo

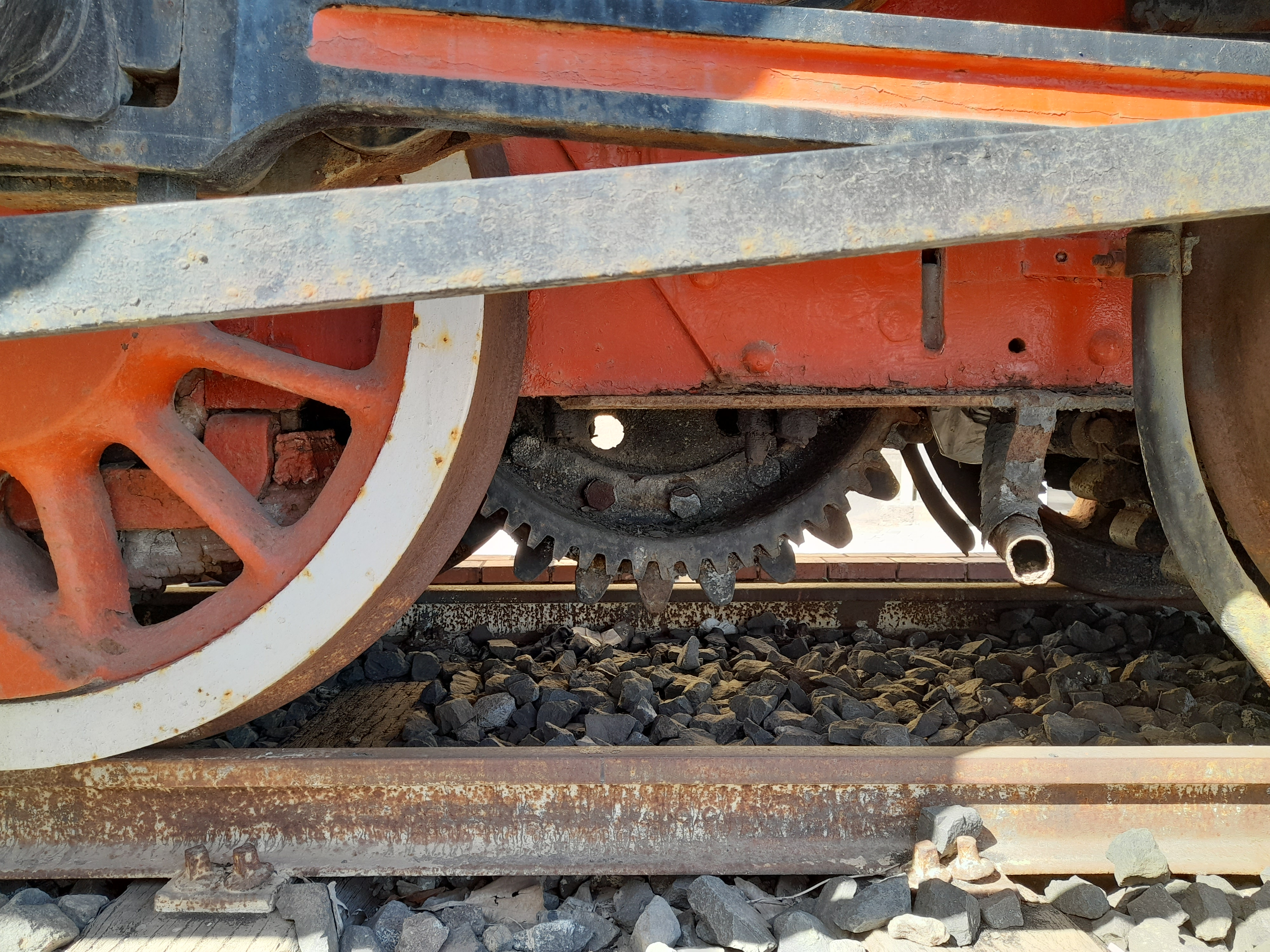
Il ruotismo dentato per il funzionamento della creamegliera, appartenente alla locomotiva FS a vapore R.370.012.

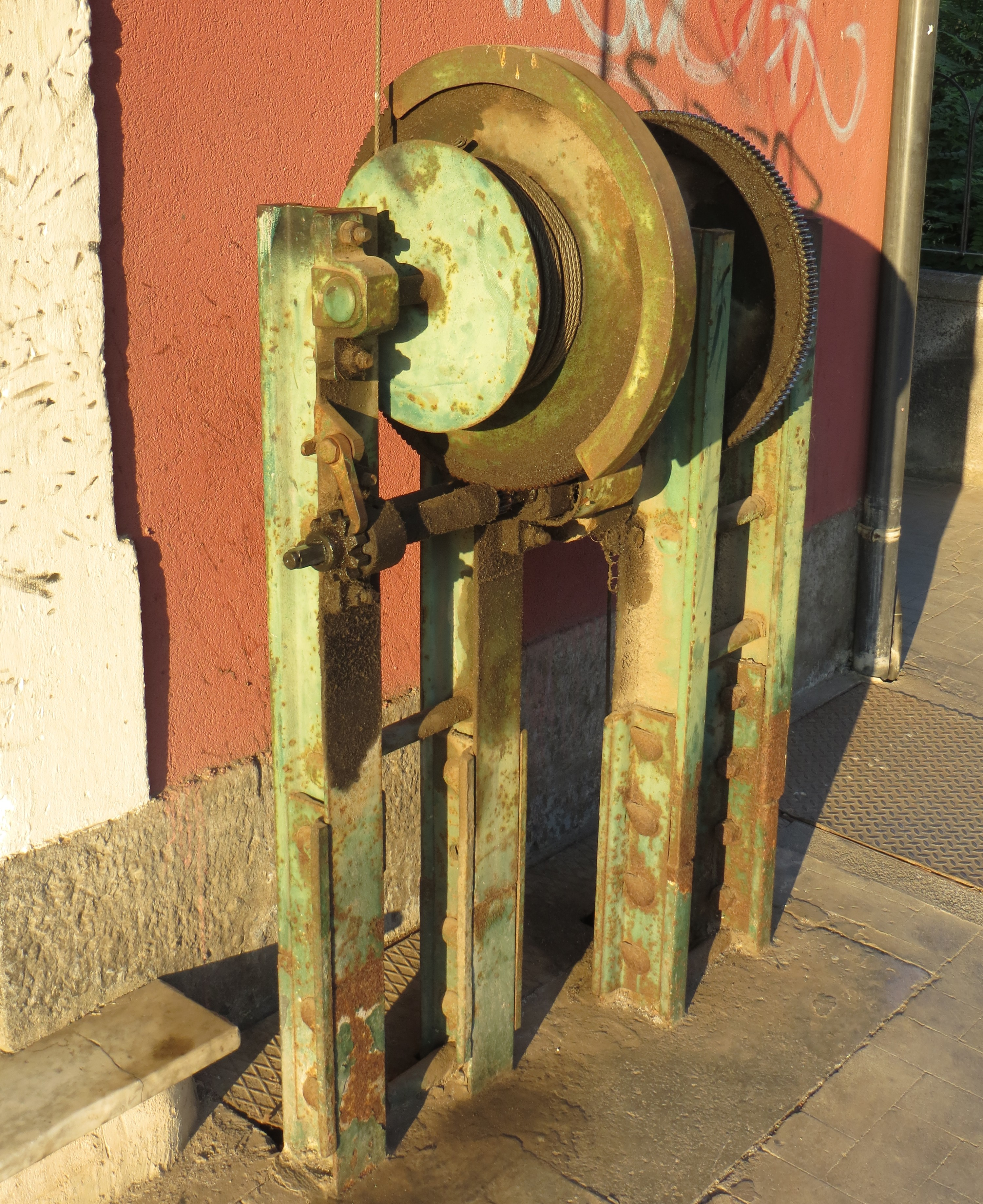
Un meccanismo meccanico per l'azionamento di un passaggio a livello manuale, il quale sfrutta il meccanismo a cremagliera.

L'uso più noto della cremagliera è nel trasporto, dove viene usata come sistema di trasmissione in ferrovie a grande pendenza (si veda ferrovia a cremagliera), e nel campo automobilistico per i sistemi di sterzo e anche nel campo dei parchi divertimento sulle montagne russe.
Altri usi sono quelli dall'apertura e chiusura delle finestrature mobili delle serre, della traslazione dei ponti mobili utilizzati per la manutenzione e ristrutturazione di edifici, nelle macchine utensili, nella movimentazione di cancelli automatici a scorrimento lineare, eccetera.